# بایانور (بولگان)
بایانور (به لاتین: Bayannuur) یک منطقهٔ مسکونی در مغولستان است که در استان بولگن واقع شده‌است. بایانور ۹۶۰٫۷ کیلومتر مربع مساحت و ۱٬۵۲۶ نفر جمعیت دارد.